# Родзянко Михайло Володимирович
Михайло Володимирович Родзянко (21 лютого 1859, с. Попасне Новомосковського повіту Катеринославської губернії — 24 січня 1924, Белград) — катеринославський поміщик, маршалок дворян Новомосковського повіту, голова Катеринославської губернської земської управи, голова IV Державної думи Російської імперії.

## Походження
Походив з козацького, а пізніше дворянського роду Родзянків. Народився у с. Попасне в родині Володимира Михайловича Родзянка і Марії Павлівни Вітовтової, дитинство та юність провів на рідній Катеринославщині. Відтак, будучи депутатом Державної думи, при заповненні анкет в графі «національність (за рідною мовою)» вказав «малорос», у своїх виступах наголошував, що не ототожнює це поняття з поняттям «українець».

## Життєпис
- 1878 — закінчив Пажеський корпус.
- 1883 — обраний почесним мировим суддею Новомосковського повіту.
- вересень 1886-січень 1893 — маршалок дворянства Новомосковського повіту.
- 1890 — член Маловішерського повітового та Новгородського губернського земських зібрань.
- 12.12.1900-13.12.1906 — голова Катеринославської губернської земської управи.
- 1906—1907 — член Державної Ради.
- 1907—1912 — член ІІІ Державної думи Російської імперії.
- 1912—1917 — голова IV Державної думи Російської імперії.

Був одним з лідерів партії «октябристів», ставився негативно до українського національного питання. Прихильник конституційної монархії англійського типу, Родзянко був зв'язаний з російськими опозиційними колами, які під час Першої світової війни боролися проти Распутіна й готували «революцію згори». У лютому (березень за н. ст.) очолив Тимчасовий комітет членів Державної думи, у руки якого Микола II передав верховну владу.
Під час жовтневого перевороту намагався (без успіху) об'єднати антибільшовицькі сили для опору заколотникам. Пізніше брав участь у «Льодовому поході» Добровольчої армії, але значної ролі у «білому русі» не відіграв.
У 1920 році емігрував до Югославії, де встиг написати спомини «Загибель імперії» (I вид. — 1924, II — 1929).

## Сім'я
- Дружина: Ганна Миколаївна Голіцина (1859—1929).
- Діти: Михайло (1884-?), Микола (1887-?), Георгій (1890—1919), Марія (1909-?).
- Племінник — Олександр Родзянко, онук — Василь Родзянко був видатним богословом, одним з провідних діячів Російської Православної церкви у еміграції.

## Галерея

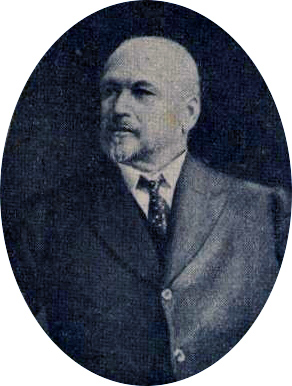
Голова Тимчасового комітету Державної Думи М. Родзянко
Герб Родзянків
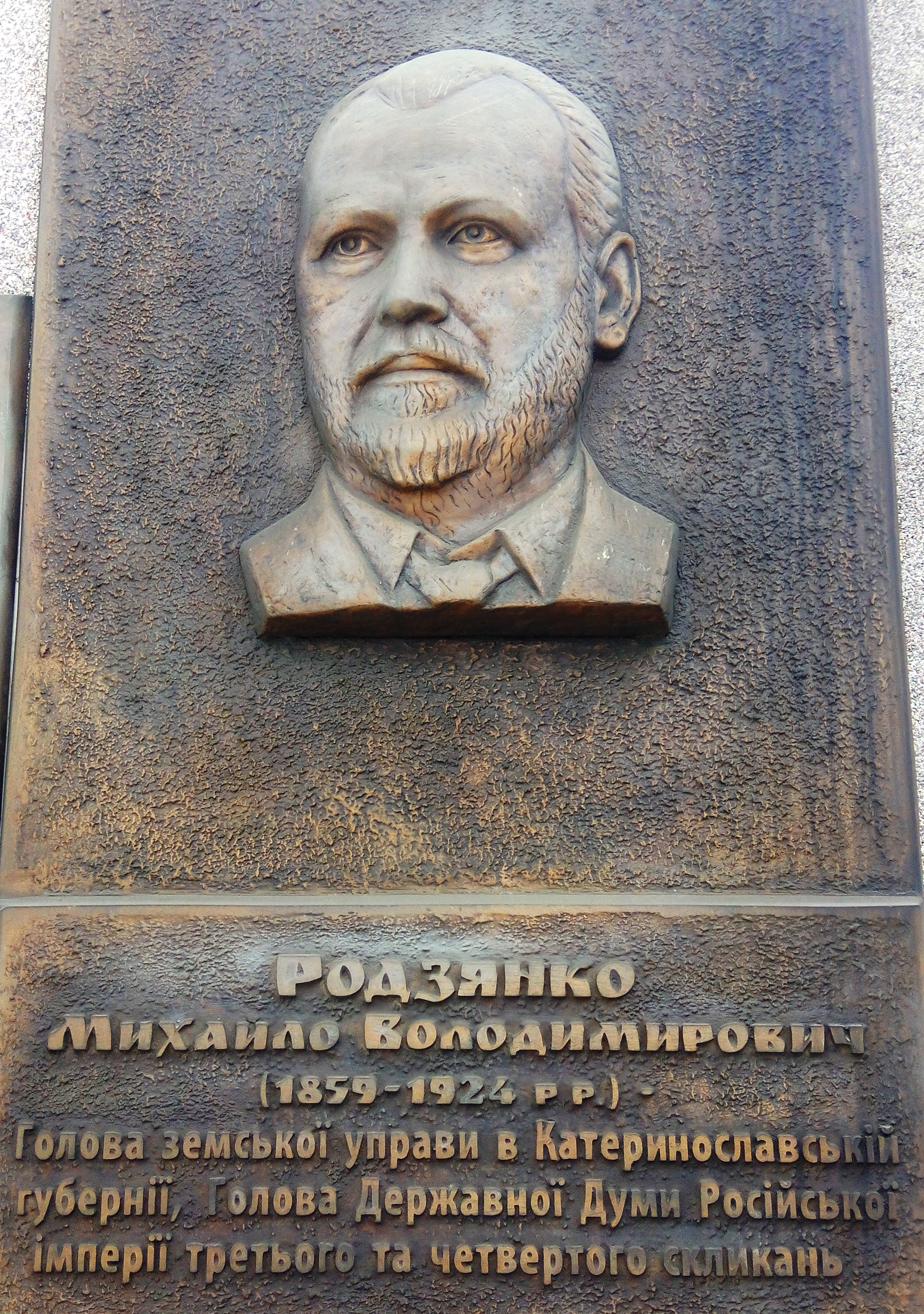
Бронзовий барельєф Михайлу Родзянку на площі 80-річчя Дніпропетровщини

## Праці
- Родзянко М. В. Государственная Дума и февральская 1917 года революция // Архив русской революции. — М.: Терра, 1991. — Т. VI. — С.5-80.
- Родзянко М. В. За кулисами царской власти / М. В. Родзянко. — М.: Панорама, 1991. — 48 с.
- Родзянко М. В. Последний всеподданнейший доклад М. В. Родзянко (10 февраля 1917 г.) // Архив русской революции. — М.: Терра-Политиздат, 1991. — Т. VI. — С.335-338.